# James Guthrie (konstnär)
James Guthrie, född den 10 juni 1859 i Greenock, Renfrewshire, död den 6 september 1930 i Rhu, Dunbartonshire, var en skotsk målare.
Guthrie var påverkad av James McNeill Whistler och var under 1890-talet en av The Glasgow Boys mångsidigaste begåvningar. Hans porträtt och landskap kännetecknas av en frisk kolorit och bred penselföring.